# Ancinus seticomvus
Ancinus seticomvus is een pissebed uit de familie Ancinidae. De wetenschappelijke naam van de soort is voor het eerst geldig gepubliceerd in 1971 door Trask.